# Las grandes aguas
Las grandes aguas es una telenovela mexicana dirigida por Juan Carlos Muñoz, producida por Carlos Sotomayor para la cadena Televisa, se emitió por El Canal de las Estrellas. 
Fue protagonizada por Gonzalo Vega y Alma Muriel con la participación antagónica de José Carlos Ruiz. Es una adaptación de la novela homónima del escritor y periodista Luis Spota.

## Argumento
Adaptación de la novela de Luis Spota, la cual es un testimonio de la brutalidad del hombre frente a la vida, a la naturaleza, y al destino. La historia comienza cuando Roberto Rivas, un ambicioso ingeniero, se le encarga construir una gran represa en un lugar apartado de la civilización, una pequeña comunidad en la cual entre su gente sólo surge incomprensión, odio, rencor, pasiones y traiciones. Aquí también encontramos a Lena, la esposa de Roberto, una mujer profundamente infeliz y deseosa de encontrar la felicidad...

## Elenco
- Gonzalo Vega - Roberto Rivas
- Alma Muriel - Lena de Rivas / Yolanda
- José Carlos Ruiz - Graciano Alonso
- Antonio Medellín - Antonio Álvarez
- Noé Murayama - Don Lupe
- Roberto Carrera - Dr. Sergio Peña
- Bruno Rey - Dr. Urbieta
- Constantino Costas - Ángel Ocampo
- Alicia Fahr - Araceli de Ramos
- Raúl Araiza Herrera
- Jerardo - Rogelio Urbieta
- Irma Infante - Amalia de Álvarez
- Martín Barraza
- David Reynoso - Don Artemio Rozas
- Juan Carlos Muñoz - Chinto
- Lili Blanco - María Alonso
- Pedro Infante - Óscar Ramos
- Gabriela Obregón - Sofía Álvarez
- Ivette Proal - Lorena
- Lucy Tame
- Ramón Valdez Urtiz - Robertito Rivas
- Daniel Rodriguez- Danielin - hijo Ángel Ocampo

## Equipo de producción
- Historia original de: Luis Spota
- Adaptación para TV: Eric Krohnengold
- Tema original: Las grandes aguas
- Autor: Bebu Silvetti
- Música original: Bebu Silvetti
- Ambientación: Pilar Mendoza, Rosana del Río
- Editor: Abel Gutiérrez
- Asistentes de dirección: Gustavo Hernández, Gloria Macías
- Coordinación de locaciones: Luis Miguel Barona
- Coordinación administrativa: Rafael Urióstegui
- Coordinador de producción: Abraham Quintero
- Jefe de producción: Beatriz Soria de Romo
- Realización: Carlos Guerra Villareal
- Director: Juan Carlos Muñoz
- Productor: Carlos Sotomayor

## Enlaces
- Página en Alma-latina.net
- Página de seriesnow.com Archivado el 4 de enero de 2014 en Wayback Machine.

- Datos: Q5971110